# Ceraphron vegrandis
Ceraphron vegrandis är en stekelart som beskrevs av Paul Dessart 1990. Ceraphron vegrandis ingår i släktet Ceraphron och familjen pysslingsteklar. Inga underarter finns listade i Catalogue of Life.